# 大會堂演奏廳
大會堂演奏廳是香港男歌手李克勤於1988年推出的粵語歌曲，由林慕德作曲，李克勤親自填詞，收錄於同年出版的個人專輯《夏日之神話》內，為李克勤的代表作之一。特色為歌詞中使用大量疊字。

## 創作與製作

### 背景
歌手李克勤於1985年在第二屆《全港十九區業餘歌唱比賽》獲得冠軍，翌年18歲的他簽約為寶麗金唱片旗下歌手，進入樂壇。1988年寶麗金為他推出此歌，屬其早期作品，當時他尚未走紅。:223
此歌由林慕德負責作曲、編曲，李克勤親自填詞，黃祖輝監製。

### 曲調
大會堂演奏廳時長5分02秒（按專輯版本），以
拍的D小調創作，導音為c♯:58，每分鐘72拍，音域為9度，曲式為AABB:55。節奏由急促轉向緩慢:57。

### 歌詞
歌詞描述歌者在淒清的夜裡，憶起與已經分手的戀人在大會堂演奏廳的音樂會上邂逅等往事。
修辭技巧上，歌詞包含大量疊字及疊詞，疊字語句計有「瀟瀟颼颼悄悄」、「絲絲點點細雨串串落下」、「冰冰冷冷滴著微微柔黃」、「飄飄涼風」、「偏偏想起」、「卿卿我我說笑靜靜垂頭」、「分分秒秒」；疊詞語句計有「停留停留」、「沒法沒法」、「甜蜜甜蜜」、「害怕害怕害怕」。而「不再害怕害怕害怕分手」接「分手以後無奈如舊」，則屬頂真。:55-57

## 發行與特別演唱
此歌最早收錄於李克勤第二張個人專輯大碟《夏日之神話》，1988年發行，為黑膠唱片。
2013年，香港藝術發展獎頒發「終身成就獎」予人稱「大會堂之父」的香港藝術發展局前主席陳達文，頒獎禮上李克勤作為表演嘉賓唱出大會堂演奏廳向其致敬。

## 迴響
李克勤在大會堂演奏廳推出後的翌年才因歌曲一生不變開始走紅，而大會堂演奏廳在專輯《夏日之神話》中亦非主打歌，當時並未受廣泛注意，派台成績亦不亮眼，這情況與李克勤另一首早期代表作月半小夜曲相似。但隨著李克勤走紅，兩歌亦受到樂迷欣賞，被視為其代表作。李克勤在2001年與香港管弦樂團合作《港樂．克勤》演唱會後，音樂事業再步入高峰，有指管弦樂團伴奏配合李克勤成熟穩定的唱功，此風格十分適合演繹兩歌，讓兩歌成為熱門歌曲。《港樂．克勤》的成功也讓李克勤更重視伴奏樂器與規模，這點正合此歌的「演奏廳」題材，後來他曾經推出以「演奏廳」為名的專輯《李克勤演奏廳》、《李克勤演奏廳II》，至2007年歌曲再見演奏廳後，有樂評人認為是其作品編曲風格簡約化的開始，「演奏廳」時期結束。

### 評價
歌詞中使用大量疊字，多被樂評人聯想到北宋女詞人李清照的著名詞作《聲聲慢．秋情》，其開首的連續七個疊字「尋尋覓覓，冷冷清清，悽悽慘慘戚戚」:56。研究歌詞的學者朱耀偉引用歷代對《聲聲慢．秋情》的分析，指出當中疊字不止數量多，其發聲安排上更具有特別作用，而此歌的疊字則未有該等作用。音樂學者楊漢倫、余少華則認為歌中疊字多以急促節奏唱出，應稱為「聲聲緊」:56。
朱耀偉又分析因曲式之故，李克勤需要填上多句長句，但他的疊字編排沒有堆砌之感，反而減低了長句的沉悶感。歌詞借用「大會堂演奏廳」此一場景帶出物是人非之感，而其他提到的景物「雨」、「霧燈」、「風」等在該時代已屬於公式化運用。此歌營造出淒美氣氛，與李克勤另一首親自填詞的早期作品深深深（1989年），均反映了他的愛情題材歌詞以營造氣氛見長。
楊漢倫、余少華對曲、詞各部分作出了細緻分析及評論。他們也認同此歌的疊字運用得當。此外，他們甚為在意「瀟瀟颼颼悄悄夜靜無人 伴我行是寂寥」這種節奏急促的開首部分，認為1960至70年代的香港國、粵語歌，均少有這樣節奏，及疊字、疊詞構成的句法，他們形容此歌是「日本流行曲及美國饒舌（rap）歌曲的風格，用漢語疊字手法包裝成的香港中文（粵語）歌曲，伴奏的音樂語言基本上是東西洋結合的產品」。其他評論包括「台下彈奏」一句為樂曲高潮位置，但該句在詞意上無關痛癢，配合略嫌不當，等等。
《華僑日報》當時的樂評稱此歌「是一首討好的抒情慢歌」。
作曲者林慕德自評此歌「旋律形象生動、激情，結尾別緻」。

## 備註
1. ↑  劉靖之的論文附表中曲式為ABAB之說，及所列出的獲獎紀錄，當皆為誤植。該表又指轉調形式為D-G-D[6]，但楊漢倫、余少華則有只上到f♯一說[5]。
2. ↑  香港有多個大會堂，當時的MV於中環海旁的香港大會堂取景，歌者的戀人為音樂會上的小提琴演奏者。
3. ↑  有指當時專輯內最受注意的歌曲，是李克勤首部主演劇集《不再少年時》的同名主題曲[2]，而在派台方面則只有夏日之神話獲得亮眼成績。
4. ↑  但香港電台1998年出版的唱片收藏指南已列舉大會堂演奏廳、月半小夜曲、夏日之神話、深深深為李克勤1980年代的代表作[1]，可見它們於1990年代已重獲注意。而《港樂．克勤》版本則獲得更佳效果。